# Biungulus xiai
Biungulus
Genre
Espèce
Biungulus xiai, unique représentant du genre Biungulus, est une espèce fossile d'opilions laniatores de la famille des Epedanidae.

## Distribution
Cette espèce a été découverte dans de l'ambre de Birmanie. Elle date du Crétacé.

## Classification
Cette espèce a été décrite par Bartel, Dunlop, Sharma, Selden, Ren et Shih en 2020.
Ce genre a été décrit par Bartel, Dunlop, Sharma, Selden, Ren et Shih en 2020 dans les Epedanidae.

### Publication originale
- [C. Bartel, J. A. Dunlop, P. P. Sharma, P. A. Selden, D. Ren et C. K. Shih. 2020] (en) C. Bartel, J. A. Dunlop, P. P. Sharma, P. A. Selden, D. Ren et C. K. Shih, « Laniatorean harvestmen (Arachnida: Opiliones) from mid-Cretaceous Burmese amber », Cretaceous Research, vol. 119,‎ 2020, p. 1–15 (DOI 10.1016/j.cretres.2020.104703). .